# 極限開關
限位開關是電機工程中常用的一種開關，可以利用物體的移動或存在與否來做回路的開路(open)與閉路(close)。
極限開關常作為控制系統中控制機械的一部分，例如安全互鎖或是計算一物體通過某一點的次數。極限開關是一個機電設備，其中有一個和一個接點機械連結的致動器。若物體接觸致動器，就會觸動接點，打開或是關閉電氣的連接。
因為極限開關堅固，容易安全，其運作的可靠性高，常用在許多不同的環境及應用中。極限開關可以偵測物體是否存在、也可以偵測物體是否通過某一點，或是其最後是否有停在某一點。極限開關最早是用來定義一物體行進的範圍，因此稱為極限開關。

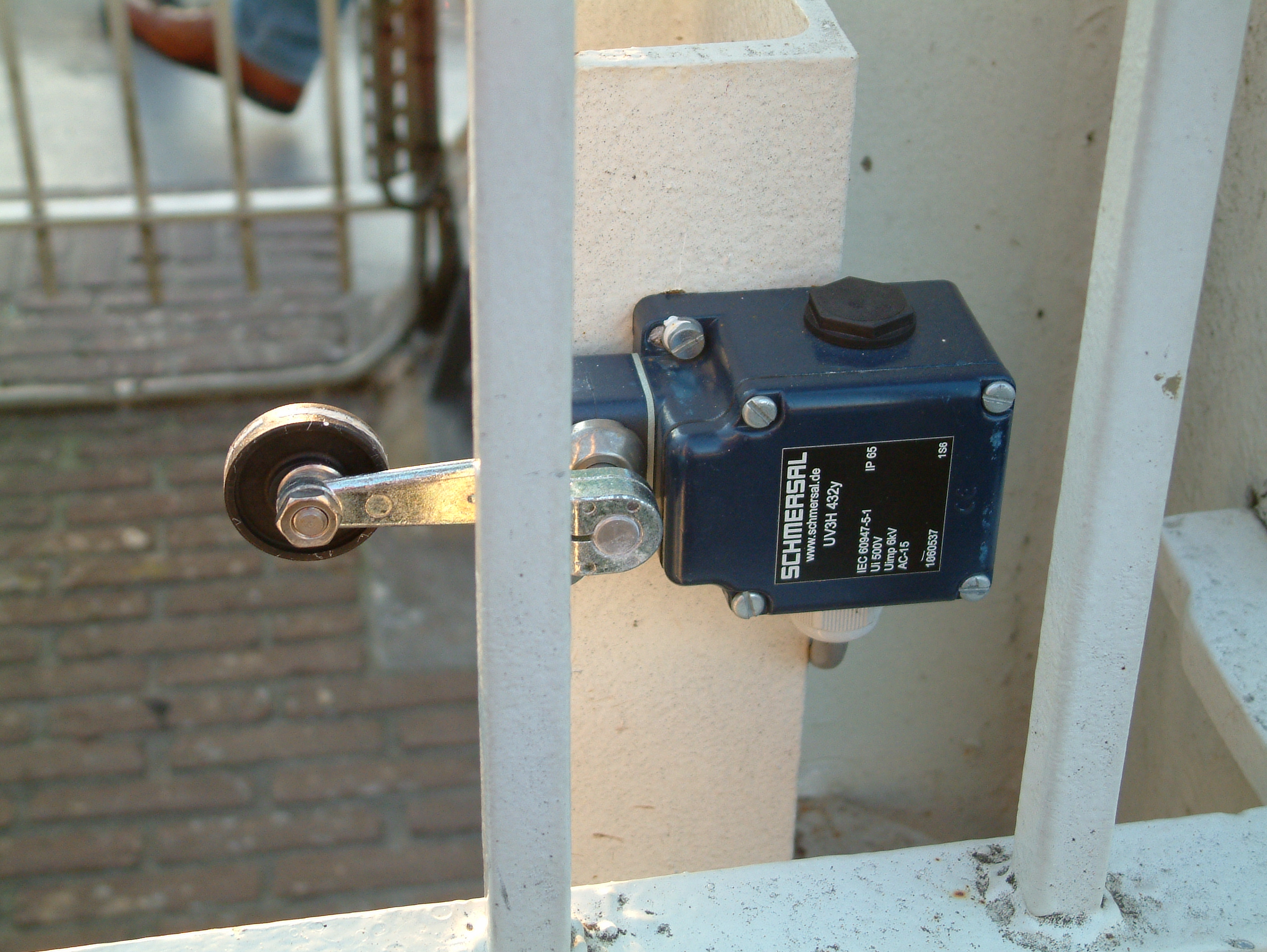
極限開關

標準的極限開關是工業控制的元件，有許多不同的型式，例如定位型、滾輪柱塞型、晶鬚型等。極限開關可以直接用操作桿的動作而啟動。磁簧開關可以偵測有磁鐵的物體接近或
離開。接近開關藉由對電磁場的干擾而動作，可能是透過電容，或是直接感應到一磁場。
工業用的極限開關也會直接控制像燈或是电磁阀，但這相當少見。大部分的工業極限開關會接到控制繼電器、馬達接觸器控制電路，或是可程式邏輯控制器的輸入。

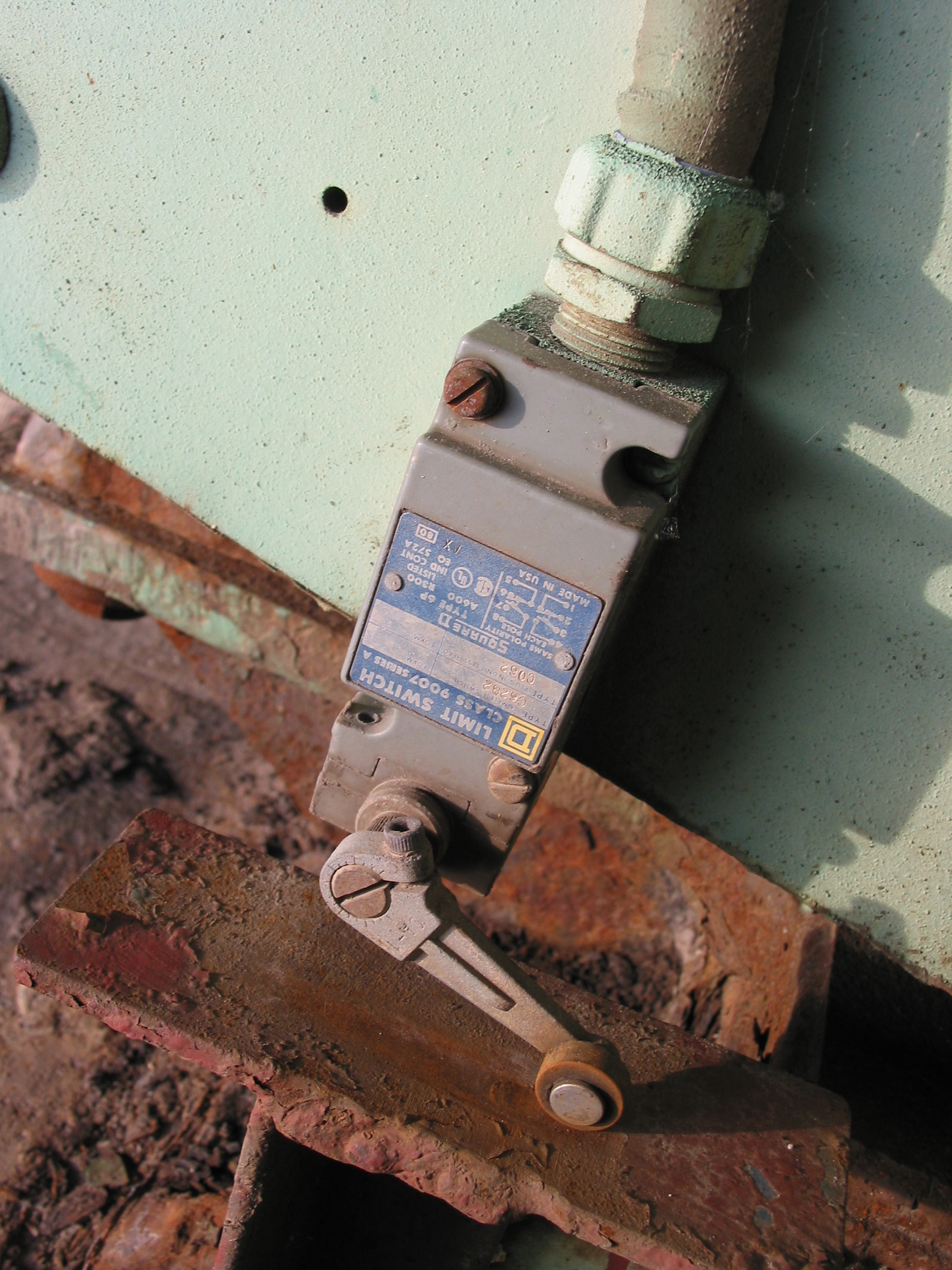
橋的可動件上的極限開關

微型快動開關可以做為像复印机、電腦印表機、敞篷车的車頂、或是微波爐中的一部分，確認內部元件是在正確的位置，避免在門還開著的時候就讓設備動作。像車庫門開啟器就有一組可調整的極限開關，在車庫門全開或全關時切斷馬達電源。像車床等數控工具機也有極限開關識別其最大工作範圍，或是作為一些增量運動的參考點。